# إيغون لارسون
إيغون لارسون (بالسويدية: Egon Larsson)‏ هو مصمم رقص وممثل سويدي، ولد في 30 أكتوبر 1914 في السويد، وتوفي بنفس المكان في 7 فبراير 1989.

## وصلات خارجية
- إيغون لارسون على موقع IMDb (الإنجليزية)
- إيغون لارسون على موقع قاعدة بيانات الأفلام السويدية (السويدية)
- إيغون لارسون على موقع قاعدة بيانات الفيلم (الإنجليزية)